# Bleicher Verlag
Die Bleicher Medien GmbH (ehemals Bleicher Verlag) ist ein Verlag für Verzeichnismedien, darunter einige Ausgaben von „Das Telefonbuch“ und „Das Örtliche“ sowie Stadtadressbücher. Gegründet wurde sie 1968 von Heinz M. Bleicher in Gerlingen. Teil von Bleicher Medien ist der Hoffmann Verlag, über welchen Reiseführer, Hörbücher sowie das Hotelverzeichnis „Preiswert Übernachten Deutschland“ und „Preiswert Übernachten Österreich“ publiziert werden sowie die TV Studios Leonberg, die im Bereich Werbefilm und Live-Übertragungen tätig sind. 2016 erfolgte die Umbenennung des Verlags in „Bleicher Medien“.

## Geschichte
Heinz M. Bleicher gründete 1968 gemeinsam mit seiner Tochter Evmarie in Gerlingen bei Stuttgart den Bleicher Verlag, Startkapital waren Verträge mit der damaligen „Deutsche Postreklame“ für die Herausgabe von vier Örtlichen Fernsprechbüchern. Neben dem Standbein Telefon- und Adressbücher lag ein Fokus zu Gründungszeiten vor allem in der Veröffentlichung von Büchern deutschsprachiger, jüdischer Schriftsteller.
Mit der Herausgabe des Adressbuches der Stadt Sigmaringen 1970 wurde der Verzeichnisverlag um eine zusätzliche Produktgruppe erweitert. Bis heute bestehen mit 40 Städten Verträge. Parallel dazu beginnt Heinz M. Bleicher mit ersten Buchprojekten den Aufbau des literarischen Verlags.
Sohn Thomas Bleicher trat am 1. April 1976 in den Verlag ein. Er ist gelernter Buchhändler und übernahm als Mitgeschäftsführer Verantwortung für den damaligen literarischen Verlag. Heute verantwortet er den Adressbuchbereich und die Herausgabe verschiedener Sonderverzeichnisse.
Die Deutsche Bundespost vergab 1983 die Herausgabe der Amtlichen Telefonbücher an private Unternehmen. Der Bleicher Verlag wurde gemeinsam mit der Deutschen Postreklame Herausgeber und Verleger für Tübingen, Reutlingen, Zollernalb.

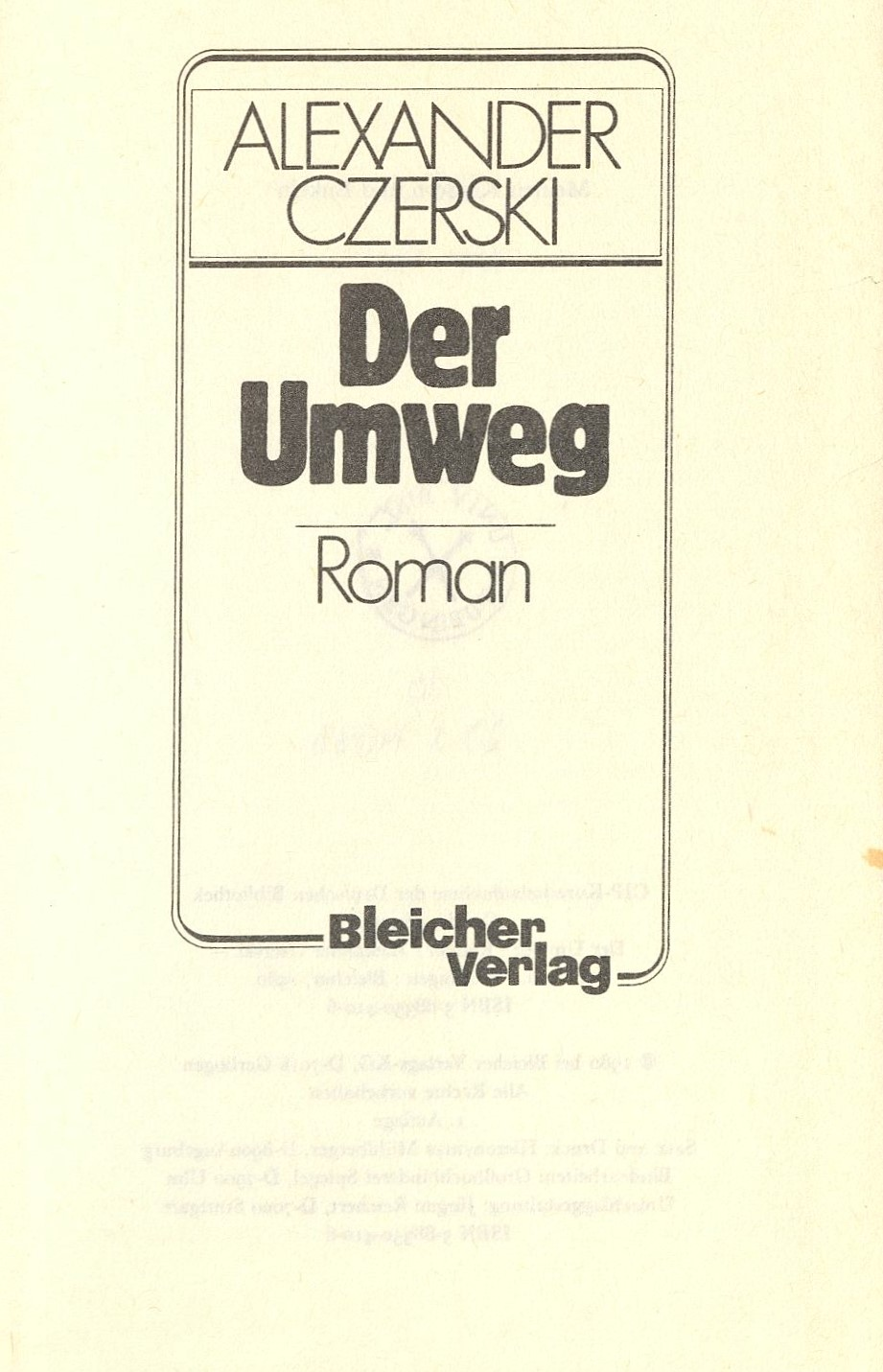
Zu den Judaica zählte der Roman von Alexander Czerski (1980)

Im Oktober 1989 zog das Unternehmen in den Neubau des eigenen Verlagsgebäudes in der Weilimdorfer Straße 76. Der zweigeschossige Bau mit seinem lichtdurchfluteten Innenraum ist bis heute Heimat von Bleicher Medien.
1991 wurde der in Konkurs geratene Verlag Lambert Schneider übernommen. Vorrangig Judaica dieses Verlages wurden weitervertrieben, es erschienen auch neue Titel (unter anderem von Martin Buber). Aus wirtschaftlichen Gründen wurde 2002 der gesamte literarische Verlagsbereich des Bleicher Verlages aufgegeben.
Am 9. März 2005 starb Verlagsgründer Heinz M. Bleicher. Die Geschäftsführung liegt ab jetzt ganz in den Händen seiner beiden Kinder Thomas Bleicher und Evmarie Bartolitius.
Am 1. Juli 2012 trat Thomas Bleichers Sohn René, nach einer betriebswirtschaftlichen und vertriebsmäßigen Ausbildung, in den Verlag ein. Er ist vorwiegend im Geschäftsbereich Verzeichnismedien tätig. Unter seiner Leitung wird zudem der Geschäftszweig Bleicher Media aufgebaut, der sich als Internetagentur speziell auf das Thema Internetauftritt und Online-Marketing konzentriert. 2014 erhielt er Prokura.
Ende des Jahres 2014 erfolgte der Kauf der TV Studios Leonberg. Damit erweitert der Bleicher Verlag seine Palette um den Bereich Werbefilm und Live-Übertragungen. Geschäftsführer der TV Studios wurde Sohn Sebastian Bartolitius, gelernter Film- und Mediendesigner.
Gleichzeitig mit der Umbenennung des Verlags 2016 in „Bleicher Medien“ wurden die TVStudios in das Bleicher Firmengebäude integriert. Bleicher Medien beteiligte sich am Kauf der Deutschen Tele Medien GmbH und wurde dadurch Mitgesellschafter des Unternehmens.

## Literarisches Programm (Auswahl)
- Aba Gefen: Ein Funke Hoffnung. Ein Holocaust-Tagebuch. Bleicher Verlag, Gerlingen 1987, ISBN 3-88350-656-7.
- Meir M. Faerber: Auf dem Weg. Eine Anthologie deutschsprachiger Literatur in Israel. Bleicher Verlag, Gerlingen 1991, ISBN 3-88350-442-4.
- Gerhart M. Riegner: Niemals verzweifeln. Sechzig Jahre für das jüdische Volk und die Menschenrechte. Bleicher Verlag, Gerlingen 2002, ISBN 3-88350-669-9.